# Bordón
Bordón – gmina w Hiszpanii, w prowincji Teruel, w Aragonii, o powierzchni 29,98 km². W 2011 roku gmina liczyła 131 mieszkańców.